# Alianza Productora
Alianza Productora är en ort i Mexiko.   Den ligger i kommunen Candelaria och delstaten Campeche, i den sydöstra delen av landet, 900 km öster om huvudstaden Mexico City. Alianza Productora ligger 130 meter över havet och antalet invånare är 217.
Terrängen runt Alianza Productora är platt, och sluttar brant västerut. Runt Alianza Productora är det glesbefolkat, med 11 invånare per kvadratkilometer. Närmaste större samhälle är El Desengaño, 12,2 km väster om Alianza Productora. I omgivningarna runt Alianza Productora växer i huvudsak städsegrön lövskog.